# Grasulf II.
Grasulf II. je bil od cca leta 616 vojvoda Furlanije,  * ni znano, Čedad,  † do 651, Čedad.
Grasulf II., sin  vojvode Gisulfa I., je bil Vojvoda Furlanije po uboju svojih nečakov, Tasa in Kaka, v  Oderzo leta 616 ali 617. Njegova druga nečaka, Radoald in Grimoald, sta zapustila Furlanijo in odšla v Vojvodino Benevento, ker nista želela živeti pod vladavino Grasulfa. Nič več ni znanega o Grasulfu, niti datum njegove smrti ni gotov. Umrl je v Čedadu. 
Langobardi so se v času vojvode Grasulfa II. večkrat ostro spopadli s slovanskimi ljudstvi in leta 623-626 neuspešno napadli Karantance.